# Bataille de Lesnaya
Grande guerre du Nord
Batailles
- Riga I
- Narva I
- Daugava
- Rauge
- Erastfer
- Kliszów
- Hummelshof
- Nöteborg
- Saladen
- Pułtusk
- Jēkabpils
- Narva II
- Poznań
- Punitz
- Gemauerthof
- Varsovie
- Hrodna
- Fraustadt
- Kletsk
- Kalisz
- Holowczyn
- Malatitze
- Lesnaya
- Poltava
- Perevolochna
- Helsingborg
- Viborg
- Riga II
- Baie de Køge
- Fladestrand
- Gadebusch
- Bender
- Pälkäne
- Storkyro
- Hangö Oud
- Fehmarn Bält
- Rügen
- Kristiania (Oslo)
- Stralsund
- Dynekilen
- Osel
- Stäket
- Grengam

La bataille de Lesnaya se déroula le 9 octobre 1708 (le 28 septembre selon le calendrier julien et le 29 septembre selon le calendrier suédois) durant la grande guerre du Nord. Une armée russe commandée par Anikita Ivanovitch Repnine et Alexandre Danilovitch Menchikov attaqua par surprise et écrasa l'aile gauche de l'armée suédoise de Charles XII, commandée par Adam Ludwig Lewenhaupt, qui devait rejoindre le gros de l'armée.

## Situation
Après la défaite russe lors de la bataille de Narva, le tsar Pierre Ier de Russie profite de la guerre entre Charles XII et Auguste II de Pologne pour rebâtir son armée sous une forme plus moderne. Il reconquiert la Livonie et fait construire la ville de Saint-Pétersbourg. En réaction, Charles XII prépare depuis sa base en Pologne une invasion de la Russie ayant pour but Moscou. Lewenhaupt, l'un des principaux généraux suédois, commande une armée suédoise basée à Riga et, pendant l'été 1708, Charles XII lui donne l'ordre de venir rejoindre l'armée principale, forte de 25 000 hommes, en Pologne. Lewenhaupt doit également ravitailler l'armée suédoise en munitions et en nourriture nécessaires à la campagne.
Toutefois, Lewenhaupt met plus de temps que prévu à rassembler les provisions et à préparer ses troupes. Le 26 septembre, Charles XII, qui attend Lewenhaupt depuis des semaines, quitte son campement et décide d'envahir l'Ukraine, espérant atteindre ce riche grenier à blé avant l'hiver. Les troupes de Lewenhaupt sont à ce moment-là à encore environ 130 kilomètres de l'armée principale. Ayant observé ces mouvements, les Russes décident d'attaquer Lewenhaupt avant que Charles XII ne puisse le soutenir. L'armée russe des généraux Repnine et Menchikov se déplace rapidement pour intercepter les Suédois et les empêcher de traverser la Soj. Comme aucune armée suédoise n'a été vaincue par les Russes en huit ans de guerre, Lewenhaupt n'est pas impressionné par la supériorité numérique russe et se prépare au combat.

## La bataille
Le combat est âprement disputé et les deux camps subissent de lourdes pertes. En fin d'après-midi, une tempête de neige s'abat et désorganise les troupes suédoises, Lewenhaupt donnant alors l'ordre de la retraite pour ne pas risquer de perdre les provisions. Les Suédois sont néanmoins forcés d'abandonner beaucoup de chariots de ravitaillement en raison du terrain boueux, les utilisant alors comme remparts pour couvrir leur retraite. L'attaque russe contre cette forteresse de chariots est repoussée et l'armée russe se retire alors avant la nuit. Néanmoins, environ 3 000 Suédois ont été séparés de l'armée principale durant la bataille et la retraite et seulement la moitié arrivera à regagner la Courlande, le reste étant pris ou tués par la cavalerie cosaque. 

## Conséquences
Les Suédois ont perdu environ 5 000 hommes contre 3 000 pour les Russes, et, dans sa hâte de rejoindre l'armée de Charles XII, Lewenhaupt décide d'abandonner les canons, le bétail et la plus grande partie de la nourriture, ce qui cause la mutinerie d'une partie de ses troupes. Après avoir volé de l'alcool, environ un millier de soldats suédois s'enivrent et Lewenhaupt est forcé de les abandonner dans les bois. Il rejoint finalement l'armée principale le 8 octobre avec moins de 6 000 hommes et sans presque aucune provision, ne faisant ainsi qu'accroître les problèmes de ravitaillement de Charles XII. 
De son côté, l'armée russe est désormais convaincue qu'elle peut rivaliser avec les Suédois et cette confiance nouvelle va l'aider durant la campagne de 1709 à l'issue de laquelle elle va remporter la bataille décisive de Poltava.

## Sources
- (en) Cet article est partiellement ou en totalité issu de l’article de Wikipédia en anglais intitulé « Battle of Lesnaya » (voir la liste des auteurs).